# レンフェ598系気動車
レンフェ598系気動車（レンフェ598けいきどうしゃ）は、スペインの国有鉄道であるレンフェが所有する気動車。中距離列車向けに開発された経緯を持ち、2004年から営業運転を開始した。

## 概要
2001年、レンフェはCAFとアドトランツ（現：アルストム）との間に、車体傾斜システムを搭載した地域輸送向けの新型気動車の導入契約を交わした。これを基に開発が行われたのが598系である。
3両編成を組み、ディーゼルエンジンを搭載する2両の先頭車（M1c車、M2c車）と動力を持たない中間車（R車）で構成され、総括制御により最大3編成まで連結運転が可能である。車内の座席配置は2 + 2人掛けのリクライニング式クロスシートを基本としており、向かい合わせとなっている一部の座席を除き、各座席には折り畳み式テーブルが搭載されている。頭上にはルーフラックが設置されている他、各車両に1箇所設置されている乗降扉付近には手荷物が収納可能な荷物棚が存在する。また、先頭車のうち「M1c車」にはバリアフリー対応トイレや車椅子スペース（1人分）が、「M2c車」にはトイレや6台分の自転車用スペース、飲食物を購入可能な自動販売機が設置されている。
軽量アルミニウム合金製の車体は流線形状のデザインが採用されており、空気力学的に適した構造となっている。また、衝突時の安全性を向上させるため、前面のオイルダンパーやクラッシャブルゾーン、ハニカム構造を採用し、エネルギーを吸収する事で事故の影響を抑える。先頭車にはMAN製のディーゼルエンジン（D 2879 LUE 605）が2基搭載され、フォイト製の油圧式トランスミッションやカルダンシャフトを介して動力が台車に伝達される。円陣をレイク約する水冷式クーラーは屋根上に設置されている。一方、車内電力を供給する補助電力は、これとは別個に設置された出力230 kWのディーゼルエンジンを用いた発電機から供給されており、冗長性を確保するため2組の発電機構が搭載されている。また、598系には「SIBI」と呼ばれる車体傾斜システムが設置されている。これは車両のコンピュータに記録された走行経路に関する事前情報とGPSによる位置情報に基づき、速度や曲線の半径に合わせて適切に車体を傾かせる機構で、乗り心地の向上と速度の維持が両立される。
最初の車両は2004年に導入され、試運転を経て同年12月から順次スペイン各地で営業運転を開始した。当初、598系を用いた列車は「ネクシオ（Nexios）」という独自の種別で呼ばれていたが、翌2005年からは「R-598」に名称が改められている。

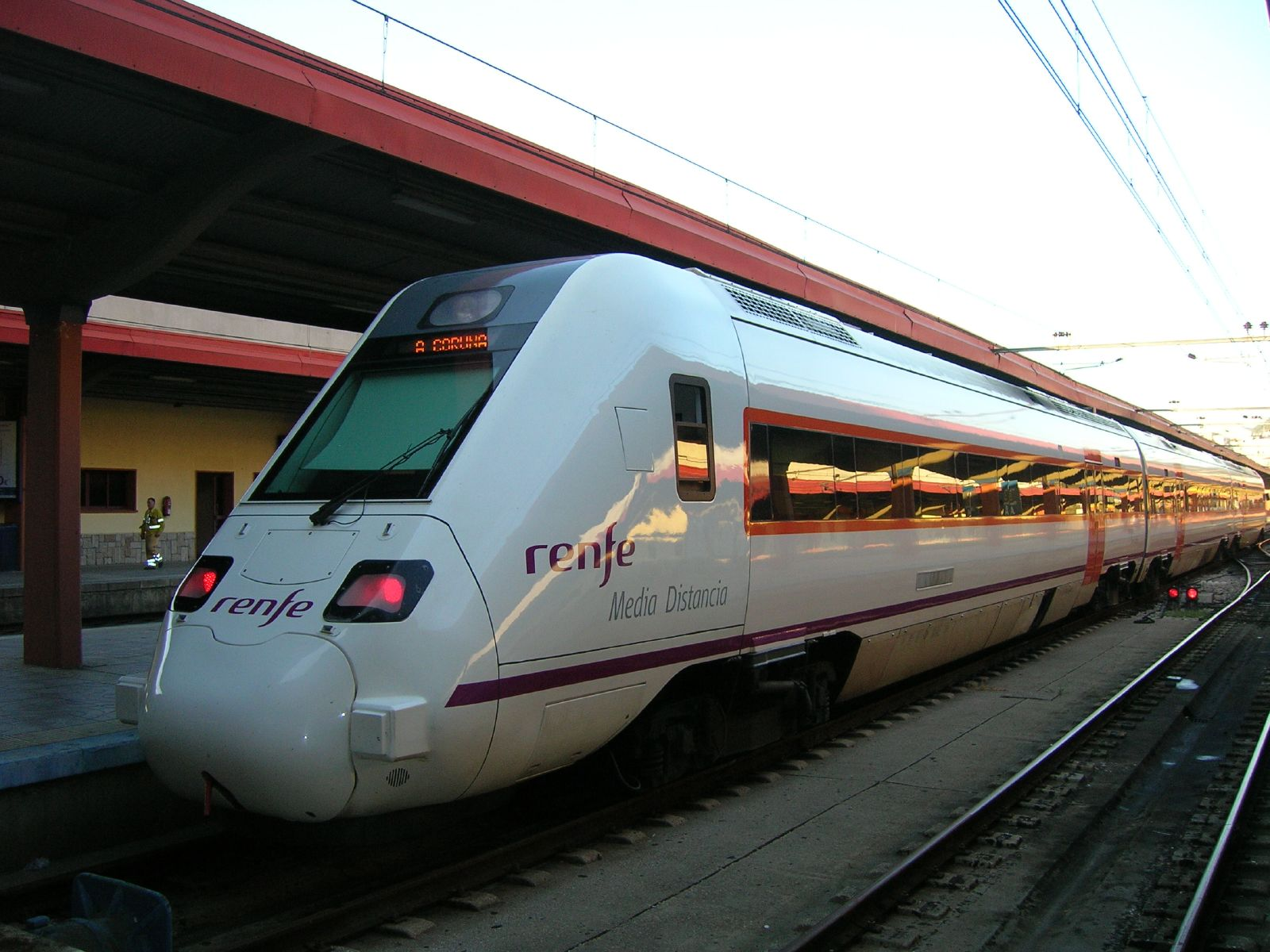
2006年撮影
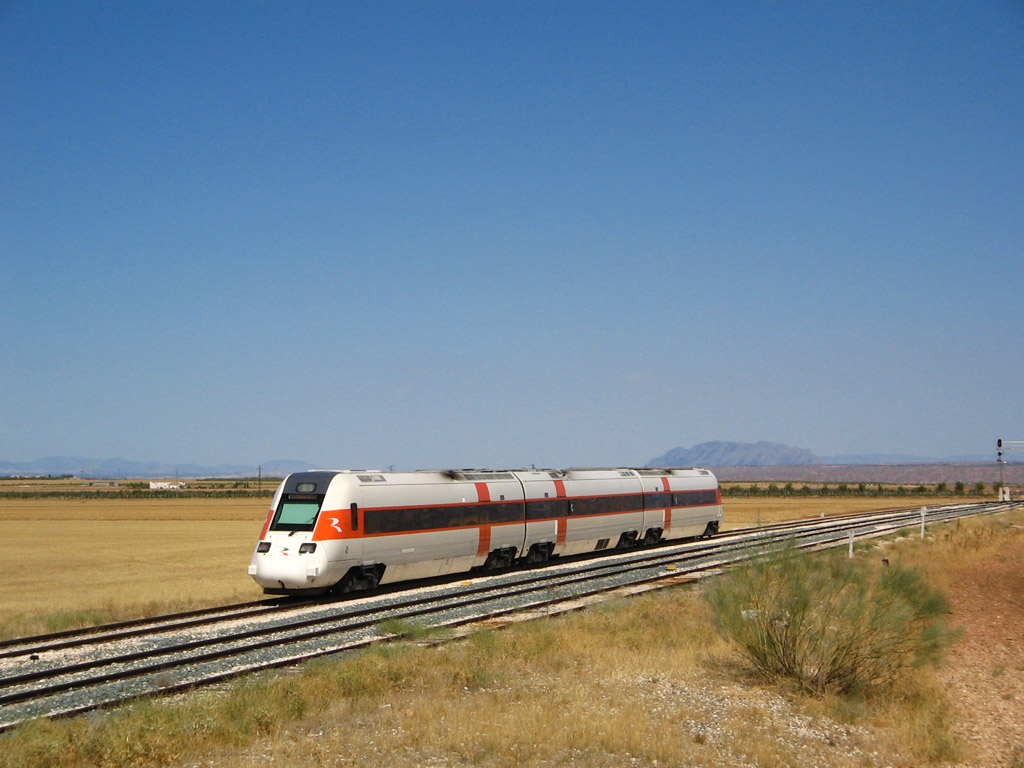
2007年撮影
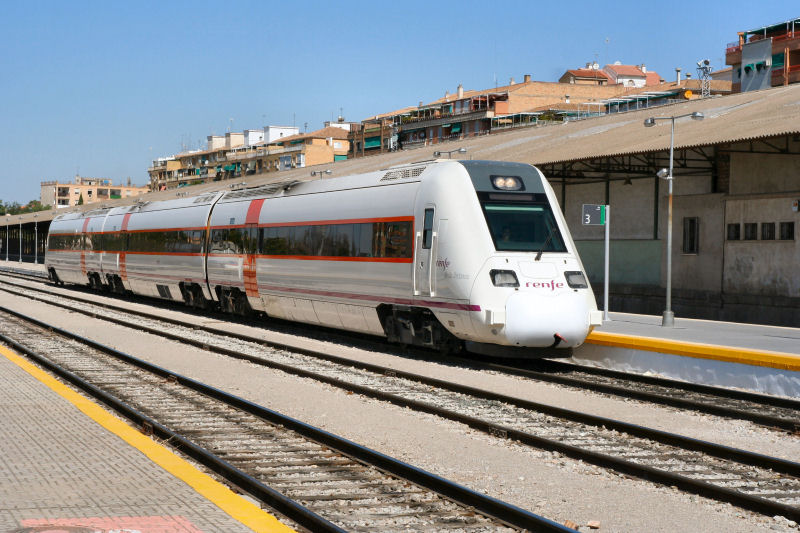
2008年撮影
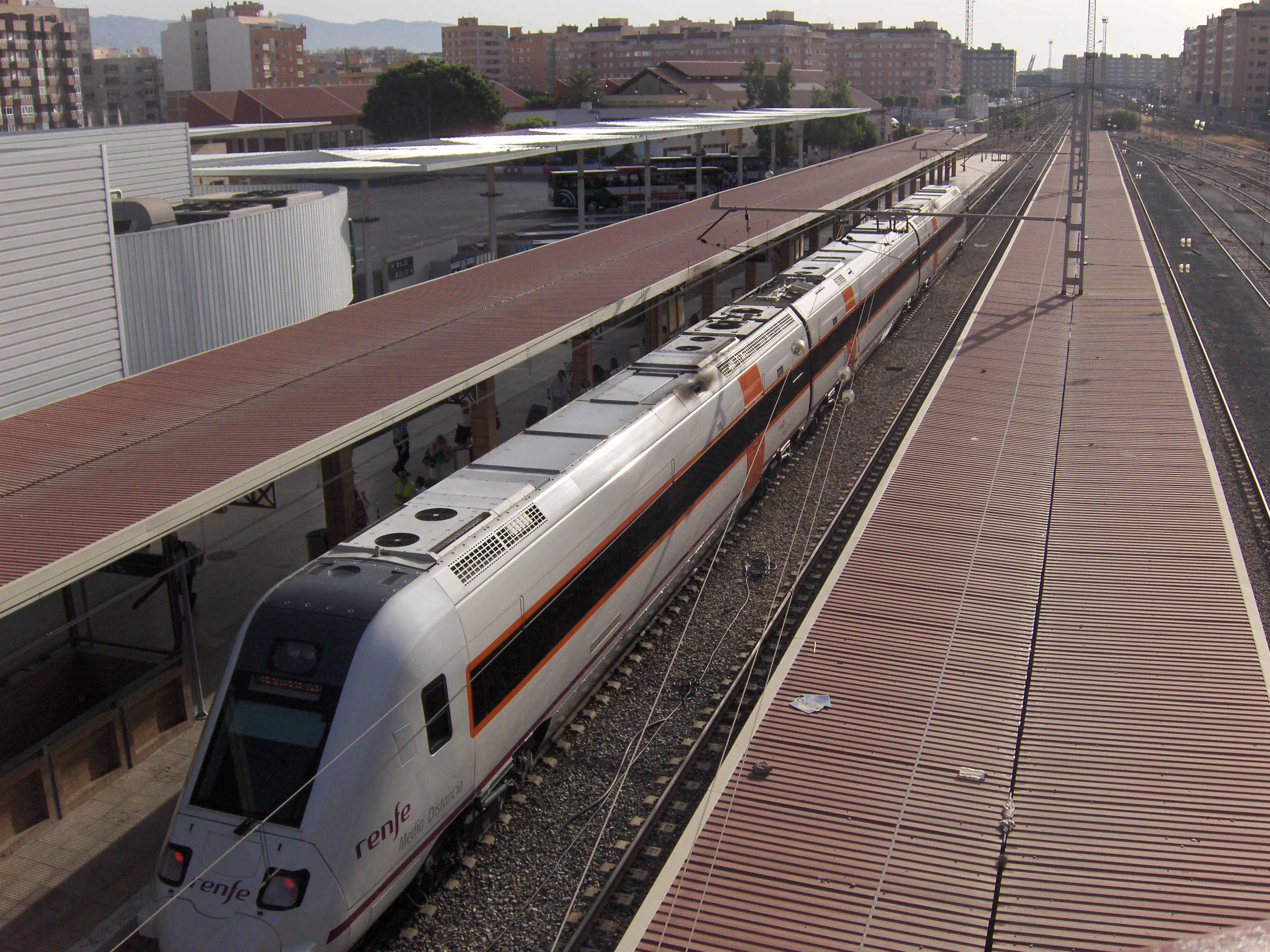
2008年撮影
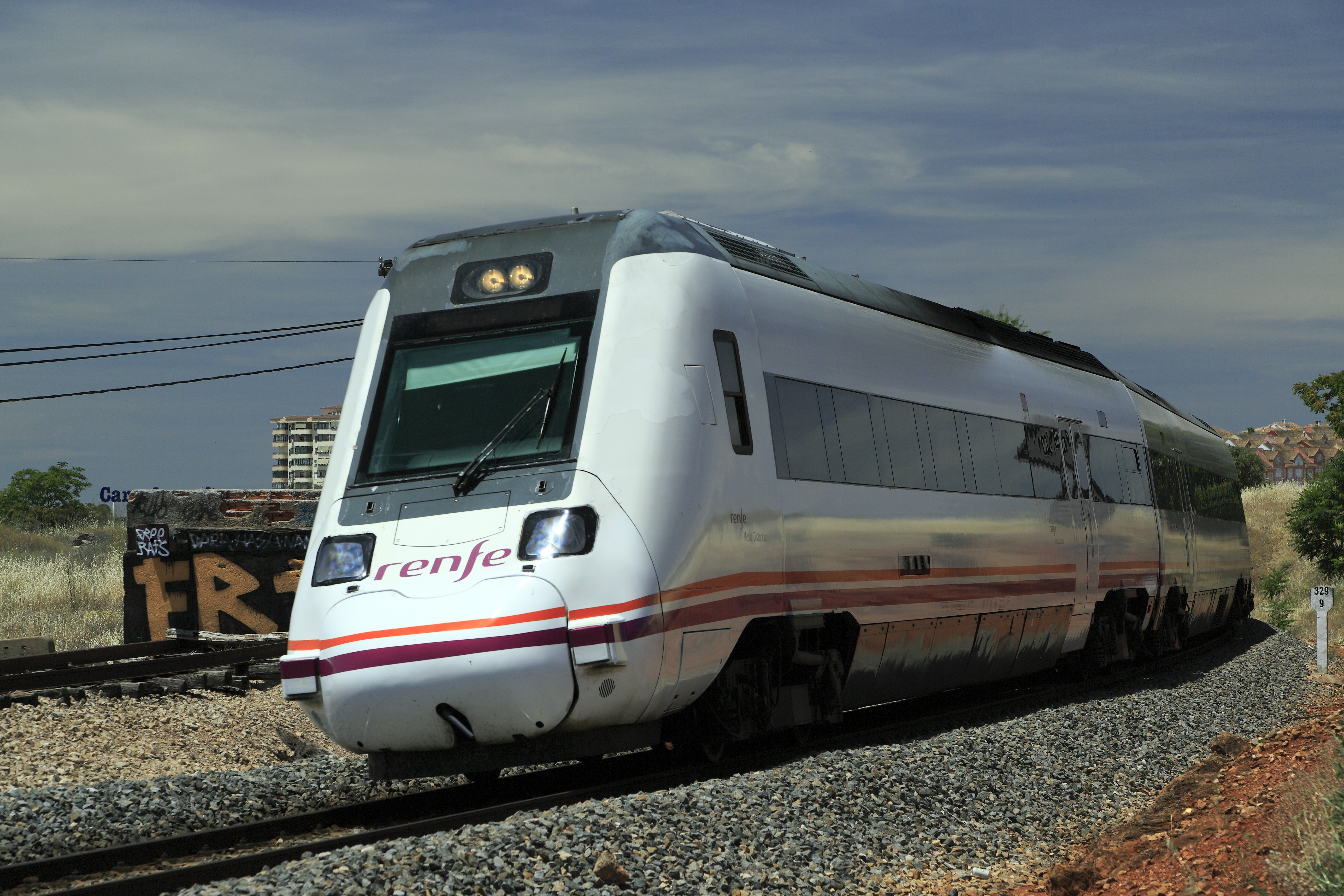
2017年撮影
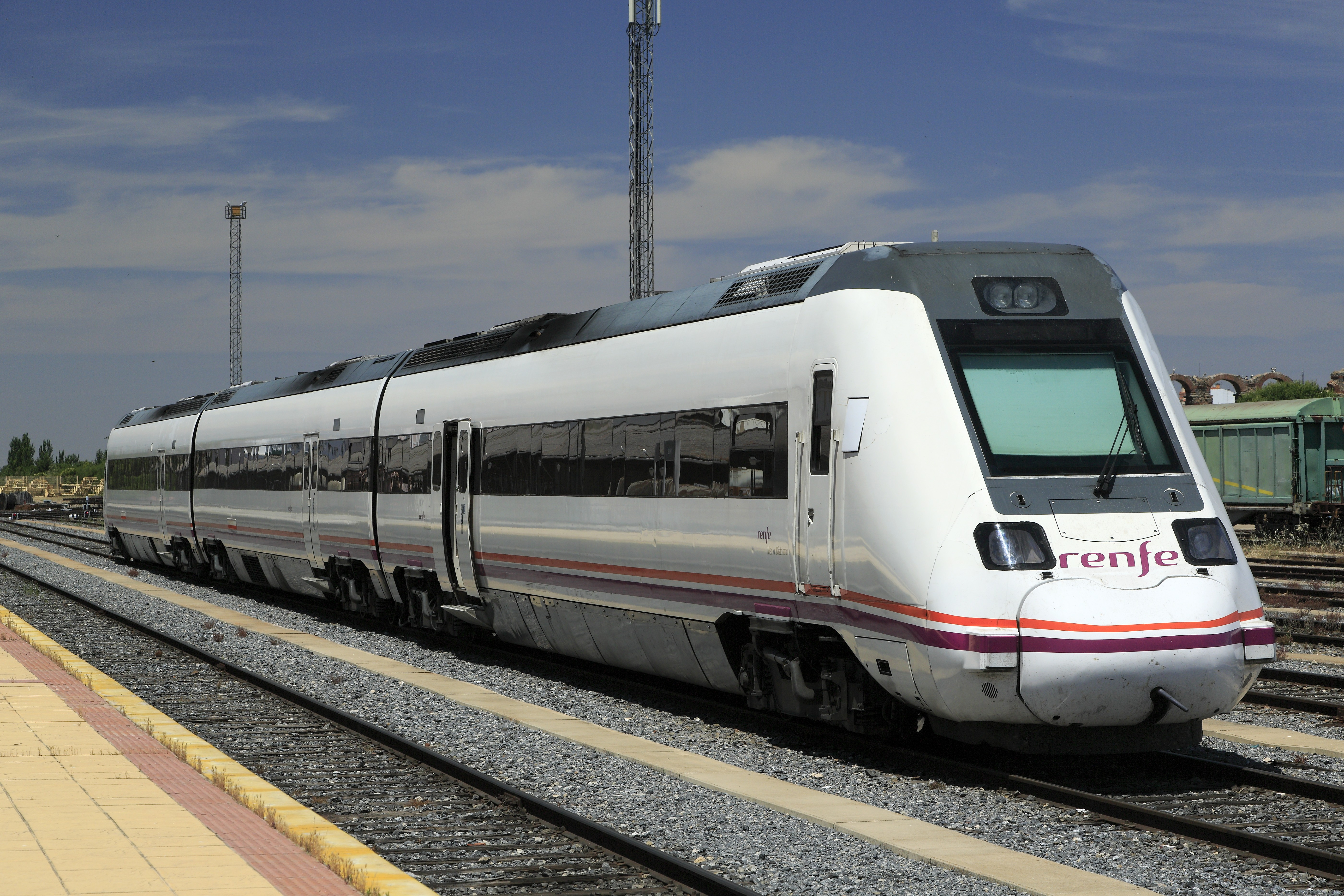
2017年撮影
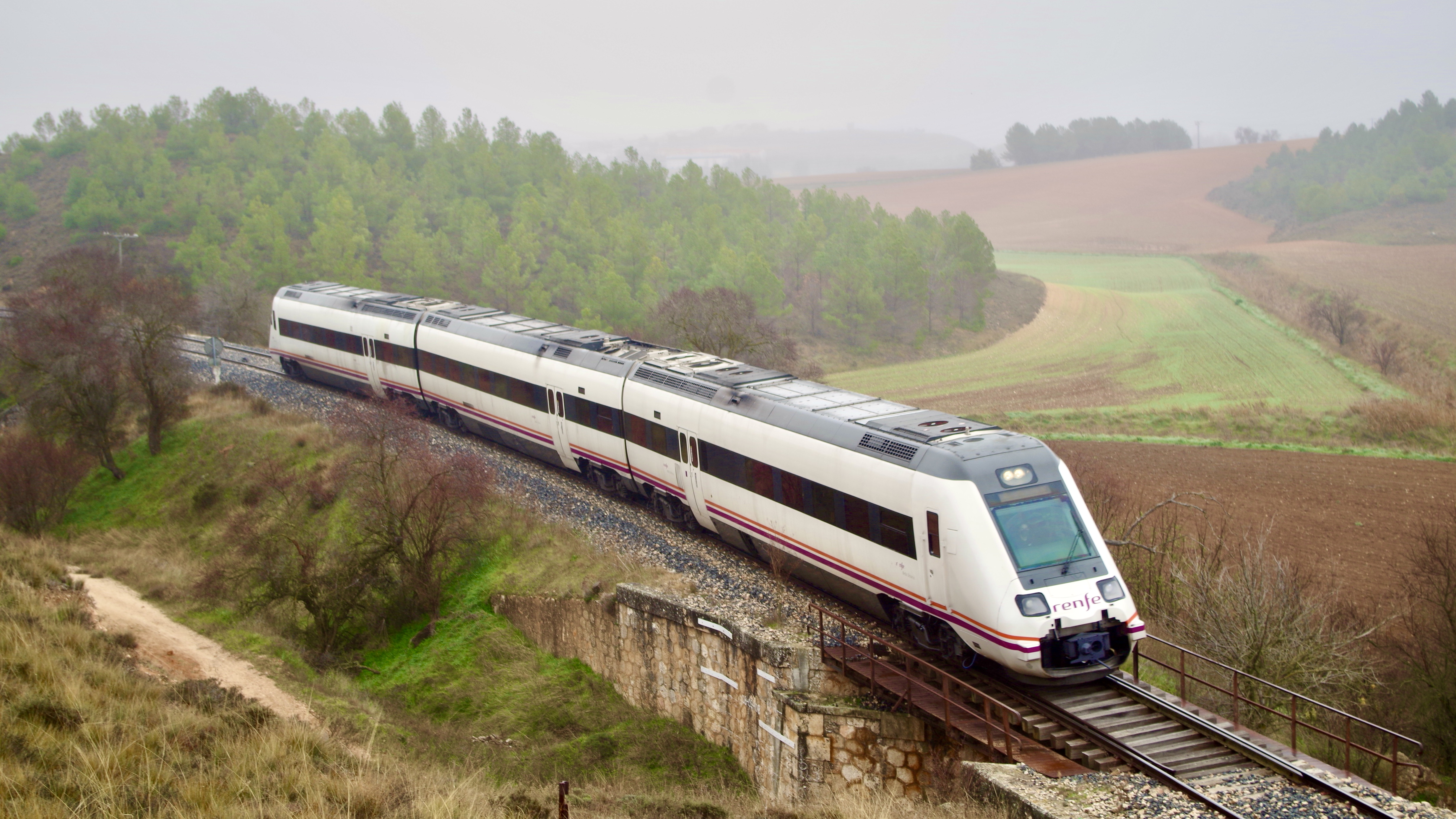
2021年撮影

## 関連車両

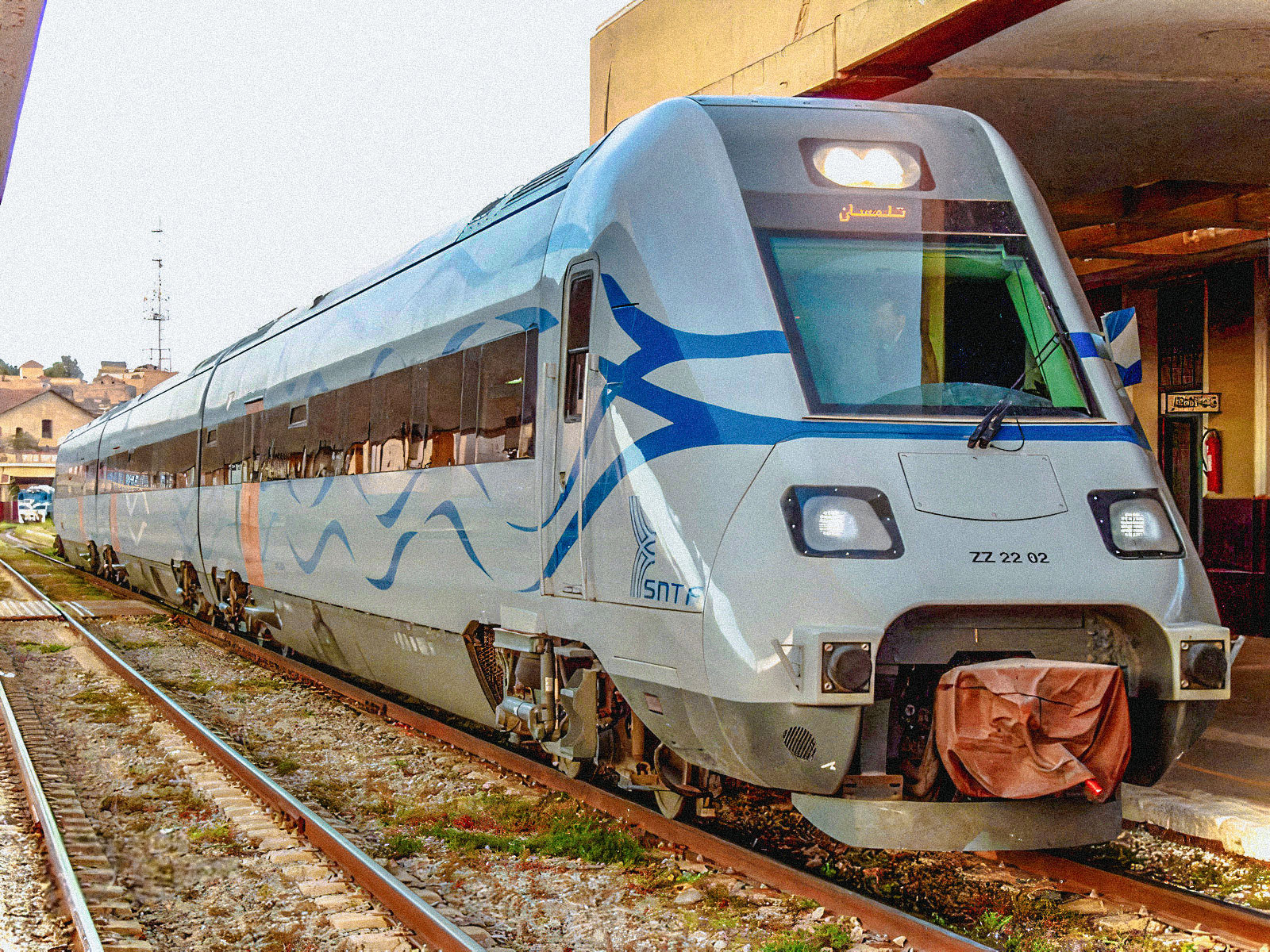
アルジェリア国鉄ZZ 22形（2008年撮影）

CAFはアルジェリアの国有鉄道であるアルジェリア国鉄向けに、598系を基にした3両編成の気動車「ZZ 22形」を9本製造しており、2008年以降営業運転に投入されている。これらの列車は編成定員199人（着席定員）、編成出力2,704 kWで、598系と異なり車体傾斜システムは搭載されていない。営業最高速度は160 km/hだが、運行開始前の2008年2月に実施された試運転で最高速度177 km/hというアルジェリアの鉄道史上の最高記録を樹立している。